# Compagnie Générale de Géophysique-Veritas
Compagnie Générale de Géophysique-Veritas, es una empresa francesa especializada en exploración subterránea.
CGG es un grupo global de geociencias que trabaja en nombre de la industria energética (principalmente petróleo y gas). Los productos y servicios de CGG están destinados a la obtención de imágenes e interpretación de yacimientos de hidrocarburos actuales y futuros, utilizando las diferentes tecnologías y habilidades de geología, geofísica, caracterización y desarrollo de yacimientos.
CGG cotiza en Euronext Paris (y estuvo en la Bolsa de Nueva York hasta octubre de 2018).